# Ferenc Krausz
Ferenc Krausz, född 17 maj 1962 i Mór, Ungern, är en ungersk-österrikisk fysiker. Hans forskargrupp har genererat och mätt den första ljuspulsen med en längd på bara attosekunder. Denna användes för att urskilja elektroners rörelse inuti atomer, vilket markerade attofysikens födelse.
Krausz tilldelades Nobelpriset i fysik tillsammans med Pierre Agostini och Anne L'Huillier för deras arbete med experimentella metoder som genererar attosekundpulser av ljus för studier av elektrondynamik i materia. År 2024 utsågs Krausz till hedersdoktor vid teknisk-naturvetenskapliga fakulteten vid Umeå universitet.

## Akademisk karriär
Krausz studerade teoretisk fysik vid Eötvös Loránd-universitetet och elektroteknik vid Tekniska universitetet i Budapest i Ungern. Efter att ha genomgått habilitation vid Technische Universität Wien i Österrike blev han professor där. År 2003 utsågs han till chef vid Max Planck-institutet för kvantoptik i Garching och 2004 blev han ordförande i experimentell fysik vid Münchens universitet. År 2006 var han med och grundade Munich Centre for Advanced Photonics (MAP) och började tjänstgöra som en av dess direktörer.

## Forskning
Ferenc Krausz och hans forskargrupp var först med att skapa och mäta en ljuspuls som varar mindre än en femtosekund. Forskarna använde dessa attosekunder långa ljuspulser till att göra elektronrörelser inne i atomer observerbara i realtid. Dessa resultat markerade attofysikens begynnelse.
Under 1990-talet lades grunden för denna milstolpe av Ferenc Krausz och hans team med ett stort antal innovationer som vidareutvecklade femtosekundslasertekniken till sina yttersta gränser - mot ljuspulser som bär den största delen av sin energi i en enda oscillation av det elektromagnetiska fältet. En nödvändig förutsättning för att generera sådana korta ljuspulser är kontroll av ljusets olika färgkomponenter med hög precision. Vitt ljus är bredbandigt och dess färgkomponenter sträcker sig över en hel oktav. Aperiodiska, vibrerande speglar i flera lager togs fram genom ett samarbete mellan Ferenc Krausz och Robert Szipöcs  vilka gjorde en sådan kontroll möjlig. Dessa är oumbärliga i dagens femtosekunds lasersystem.
År 2001 kunde Ferenc Krausz och hans grupp för första gången inte bara generera utan även mäta  attosekunds ljuspulser (extremt ultraviolett ljus) med hjälp av intensiva laserpulser som består av en till två vågcykler. Med detta, kunde de kort därefter även spåra rörelsen av elektroner på subatomär skala i realtid.  Kontrollen av vågformen i en femtosekundspuls  demonstrerad av Ferenc Krausz och hans team möjliggjorde reproducerbara attosekundspulser och inrättandet av attosekundsmättekniken  som den teknologiska grunden för dagens experimentella attofysik.
Under de senaste åren har Ferenc Krausz och hans medarbetare lyckats använda dessa verktyg för att kontrollera elektroner i molekyler  och - för första gången - observera i realtid ett stort antal grundläggande elektronprocesser såsom tunnel, laddningstransport, koherent strålning i extremt ultraviolett ljus, fördröjd fotoelektrisk effekt, valenselektronrörelse och kontroll av de optiska och elektriska egenskaperna hos dielektriska material. Dessa resultat uppnåddes i internationella samarbeten med grupper av kända forskare som Joachim Burgdorfer, Paul Corkum, Theodor W. Hänsch, Misha Ivanov, Ulrich Heinzmann, Stephen Leone, Robin Santra, Mark Stockman och Marc Vrakking.